# Barry Atsma
Barry Atsma, né le 29 décembre 1972 à Bromley près de Londres, est un acteur néerlandais.

## Biographie
Il naît à Londres car son père travaillait pour l'entreprise anglo-néerlandaise Unilever. Il passe une partie de son enfance en Angleterre, en Grèce et au Brésil, puis fait des études à l'école d'art d'Utrecht. 
Il se fait connaître grâce à un rôle important dans la série télévisée Rozengeur & Wodka Lime (2001-2005).
Pour son interprétation dans le film Stricken (Komt een vrouw bij de dokter), il reçoit deux prix prestigieux aux Pays-Bas.
Il tourne dans plusieurs films historiques, aux Pays-Bas et à l'étranger. À la télévision, il joue en 2017 dans la série Klem de la chaîne VARA, et en 2018 dans la série Bad Banks pour Arte.

## Filmographie

### Cinéma
- 2002 : Rita Koeling
- 2003 : De Passievrucht
- 2005 : Lepel : Max
- 2006 : Ik omhels je met 1000 armen
- 2006 : Nachtrit : Rechercheur Nijdam
- 2007 : HannaHannah : Wim
- 2008 : Morrison krijgt een zusje
- 2009 : Stricken (Komt een vrouw bij de dokter) de Kluun : Stijn
- 2009 : The Storm : Aldo
- 2010 : Two Eyes Staring : Paul Doncker
- 2010 : Loft : Matthias Stevens
- 2012 : Quiz de Dick Maas : Leo
- 2013 : Mannenharten : Dennis
- 2014 : Hector et la Recherche du bonheur de Peter Chelsom : Michael
- 2014 : In jouw naam : Ton
- 2014 : Kenau : Wigbolt Ripperda
- 2014 : Accused de Paula van der Oest : directeur de l'hôpital
- 2015 : Michiel de Ruyter de Roel Reiné : Johan de Witt
- 2017 : HHhH de Cédric Jimenez : Karl Hermann Frank
- 2017 : Hitman and Bodyguard de Patrick Hughes : Moreno
- 2018 : Le banquier de la résistance de Joram Lürsen : Walraven van Hall

### Télévision
- 1993 : Goede Tijden, Slechte Tijden : Philip Harinxma
- 1999 : Baantjer
- 2000 : Ben zo terug
- 2001 - 2005 : Rozengeur & Wodka Lime : Bob Ensink
- 2007 - 2008 : Voetbalvrouwen : Jeffrey Woesthoff
- 2007 : Willemspark : l'entraîneur de tennis
- 2007  : De Prins en het Meisje : Constantĳn des Pays-Bas
- 2011 : Hart tegen Hard : Paul Smit
- 2015 - 2016 : Tatau : Dries
- 2017 - présent : Klem : Hugo Warmond
- 2018 - 2020 : Bad Banks : Gabriel Fenger
- 2018 - 2022 : The Split : Christie Carmichael
- 2022 : The Serpent Queen : Henri Ier de Montmorency

## Récompenses
- Veau d'or 2009 : meilleur film pour Stricken (Komt een vrouw bij de dokter)[1]
- Rembrandt Awards 2010 : meilleur acteur pour son rôle dans Stricken (Komt een vrouw bij de dokter)[2]
- Veau d'or 2010 : meilleur film pour Loft
- Rembrandt Awards 2014 : meilleur acteur pour Mannenharten[3]